# George Mikes
George Mikes, né le 15 février 1912 à Siklós (Autriche-Hongrie) et mort le 30 août 1987 à Londres, est un écrivain et journaliste britannique d'origine hongroise. Auteur d'une trentaine de livres d'humour, il est surtout connu pour l'un d'entre eux, How to be an Alien (1946), devenu un succès d'édition.

## Biographie
Né dans la petite ville de Siklós au sein d'une famille juive, György Mikes est le fils d'Alfréd Mikes, un avocat connu. Il commence par étudier le droit à l'université de Budapest et obtient son doctorat en 1933 avant de trouver un emploi de chroniqueur au Reggel (« Le Matin »), un journal de Budapest pour lequel il travaillera jusqu'en 1940. En 1938, quand éclate la crise tchécoslovaque, son rédacteur en chef l'envoie à Londres couvrir les événements liés aux accords de Munich tout en lui affirmant qu'il sera de retour dans une quinzaine de jours. Mikes passera en Angleterre le reste de sa vie. 
Naturalisé britannique en 1946, Mikes écrit en anglais pour The Observer, The Times Literary Supplement et Encounter, et en hongrois pour plusieurs journaux autrichiens et hongrois. Engagé à la BBC, d'abord en indépendant, puis comme salarié à partir de 1950, il réalise des reportages sur la Hongrie. Parmi ses essais non humoristiques, il est l'auteur d'ouvrages sur l'insurrection de Budapest et sur la police secrète hongroise.
À Londres, George Mikes fait partie de plusieurs gentlemen's clubs, dont le Garrick, ce qui lui permet d'observer à loisir la société britannique. Ses amis se nomment  Arthur Koestler, à qui il consacre une biographie, J. B. Priestley et André Deutsch, qui est aussi son éditeur. Mikes est président de la branche londonienne du PEN club.
De 1975 à sa mort en 1987, il travaille pour la section hongroise de Radio Free Europe. 
Marié deux fois, il a un fils, Martin, et une fille, Judith.

## Les particularismes nationaux
George Mikes étant lui-même un citoyen hongrois d'origine juive naturalisé britannique, ses thèmes de prédilection, dans ses différents livres d'humour, tournent souvent autour des particularismes nationaux. Ceux-ci lui ont inspiré des commentaires restés célèbres, notamment à propos des Britanniques par opposition aux « continentaux ». Ainsi a-t-il affirmé : « Continental people have sex life ; the English have hot-water bottles. »
Quand il se demande pourquoi, dans les maisons britanniques, la salle de bains est la seule pièce dépourvue de chauffage central, sa réponse tient en une phrase : « It is all right to have central heating in an English home, except in the bathroom, because that is the only place where you are naked and wet at the same time. »
How to be an Alien, publié en 1946, est illustré par Nicolas Bentley (en) (1907-1978), le fils de E. C. Bentley.

## Choix de publications

### Humour
| - How to be an Alien : a handbook for beginners and more advanced pupils (1946) - How to Scrape Skies: the United States explored, rediscovered and explained (1948) - Wisdom for Others (1950) - Milk and Honey: Israel explored (1950) - Down with everybody (1951) - Shakespeare and Myself (1952) - Uber Alles: Germany explored (1953) - Little Cabagges (1955) - Italy for Beginners (1956) - How to Be Inimitable: coming of age in England (1960) - How to Tango: a solo across South America (1961) - Switzerland for Beginners (1962) - How to Unite Nations (1963) - Mortal Passion (1963), a novel - Germany Laughs at Herself: German cartoons since 1848 (1965) - Eureka!: Rummaging in Greece (1965) | - How to Be Affluent (1966) - Boomerang: Australia Rediscovered (1968) - The Prophet Motive: Israel today and tomorrow (1969) - The Land of the Rising Yen: Japan (1970) - Humour in Memoriam (1970) - Any Souvenirs?: Central Europe revisited (1971) - The Spy who Died of Boredom (1973) - How to Be Decadent (1977) - Tsi-Tsa: the biography of a cat (1978) - English Humour for Beginners (1980) - How to Be Seventy: an autobiography (1982) - How to Be Poor (1983) - How to Be a Guru (1984) - How to Be God (1986) - The Riches of the Poor: who's WHO (1987) |

### Essais
- Eight humorists (1954)
- We Were There to Escape: the true story of a Jugoslav officer (1945)
- The Hungarian Revolution (1957)
- A Study in Infamy: the operations of the Hungarian Secret Police (AVO) (1959)
- Arthur Koestler; the story of a friendship (1983)